# Phaneros xanthopterus
Phaneros xanthopterus là một loài bọ cánh cứng trong họ Lycidae. Loài này được Bourgeois miêu tả khoa học năm 1908.